# مخاک گابریلیان
مخاک سارگسی گابریلیان (ارمنی: Մեխակ Սարգսի Գաբրիելյան؛ زادهٔ ۲۳ سپتامبر ۱۹۵۱) یک  سیاستمدار اهل ارمنستان است که از تاریخ ۱۹۹۰ تا تاریخ ۱۹۹۵ سمت نمایندگی دوره اول شورای عالی جمهوری ارمنستان را برعهده داشت.

## زندگی‌نامه
در ۲۳ سپتامبر ۱۹۵۱ در ارمنستان به دنیا آمد . 